# Only Teardrops (álbum)
Only Teardrops (en español: Sólo lágrimas) es el álbum de estudio debut de la cantante y compositora danesa Emmelie de Forest. El álbum fue lanzado el 6 de mayo de 2013 bajo el sello Universal Music, con quienes había firmado un contrato discográfico a fines de marzo de ese mismo año. El álbum contiene el sencillo homónimo que la convirtió en la ganadora del Festival de la Canción de Eurovisión 2013 donde representó a Dinamarca.

## Sencillos
- "Only Teardrops" fue lanzado como el principal sencillo del álbum en Dinamarca el 22 de enero de 2013, mientras que a nivel mundial fue publicado el 2 de mayo de ese mismo año. La canción obtuvo gran éxito en Dinamarca donde alcanzó el puesto #1 en las listas de éxitos. Asimismo, el sencillo tuvo buen desempeño en los charts en distintos países de Europa luego de su presentación por el Festival de Eurovisión 2013. Logró alcanzar el puesto #15 en el UK Singles Chart el 26 de mayo. Según la Official Charts Company, "Only Teardrops" es "la séptima canción de Eurovisión más descargada hasta la fecha en el Reino Unido".[6]
- "Hunter & Prey" fue lanzado como segundo sencillo del disco el 19 de agosto de 2013 en Dinamarca.[7]

## Lista de canciones
| Only Teardrops |                                      |                                                      |          |  |
| N.º            | Título                               | Escritor(es)                                         | Duración |  |
| 1.             | «Teardrops Overture»                 | Lise Cabble, Julia Fabrin Jakobsen, Thomas Stengaard | 0:47     |  |
| 2.             | «Hunter & Prey»                      | Emmelie de Forest, Cabble, Jakob Glæsner             | 3:29     |  |
| 3.             | «Change»                             | Forest, Peter Bjørnskov, Lene Dissing                | 3:59     |  |
| 4.             | «Only Teardrops»                     | Cabble, Jakobsen, Stengaard                          | 3:02     |  |
| 5.             | «What Are You Waiting For»           | Jakobsen, Bjørnskov, Dissing                         | 3:36     |  |
| 6.             | «Haunted Heart»                      | Forest, Cabble, Stengaard                            | 3:35     |  |
| 7.             | «Force of Nature»                    | Forest, Marcus Winther-John                          | 3:43     |  |
| 8.             | «Beat the Speed of Sound»            | Forest, Cabble, Glæsner                              | 3:50     |  |
| 9.             | «Let It Fall»                        | Forest, Cabble, Frederik Thaae                       | 3:49     |  |
| 10.            | «Only Teardrops» (Versión sinfónica) | Cabble, Jakobsen, Stengaard                          | 3:18     |  |
| 40:18          |                                      |                                                      |          |  |

## Charts
| Chart (2013)                    | Posición peak |
| ------------------------------- | ------------- |
| Bélgica (Ultratop flamenca)     | 140           |
| Dinamarca (Hitlisten)           | 4             |
| French Digital Albums Chart     | 91            |
| Alemania (Media Control Charts) | 61            |
| Suecia (Sverigetopplistan)      | 32            |

## Historia de lanzamiento
| País         | Fecha de lanzamiento | Formato(s)           | Discográfica    |
| ------------ | -------------------- | -------------------- | --------------- |
| Dinamarca    | 6 de mayo de 2013    | Descarga digital, CD | Universal Music |
| Mundialmente | 14 de mayo de 2013   | Descarga digital     | Universal Music |
| Alemanai     | 7 de junio de 2013   | CD                   | Universal Music |